# Природный парк Келлервальд-Эдерзе
Келлервальд-Эдерзе — природный парк в земле Гессен площадью 406 км², образован 1 июня 2001 года. Представляет собой лесной природный парк в гессенском среднегорье Келлервальд и включает горный ландшафт вокруг водохранилища Эдерзе. Парк охватывает один из крупнейших цельных буковых лесных массивов Германии. На части земель парка с 1 января 2004 года образована территория с ещё более высоким природоохранным статусом — национальный парк Келлервальд-Эдерзе.

## География
Природный парк Келлервальд-Эдерзе расположен в северной части земли Гессен, на территории районов Вальдек-Франкенберг и Швальм-Эдер. К северу от парка находятся города Вальдек и Фёль а с юга расположенГильзерберг. Крайняя западная точка лежит западнее Франкенау, а крайняя восточная — вблизи Бад-Цвестен.
Располагаясь юго-западнее Касселя, природный парк охватывает практически весь Келлервальд.
Южнее Эдерзее в пределах северной части парка протягивается национальный парк Келлервальд-Эдерзе площадью 57,24 км².

## Рельеф
К наиболее известным, хотя и не обязательно самым высоким вершинам природного парка Келлервальд-Эдерзе относятся (включая все «шеститсотники»):
- Вюстегартен (675 м) — с Келлервальдской башней, самая высока гора природного парка Келлервальд-Эдерзе и всего Келлервальда
- Высокий Лор (657 м) — с телебашней
- Гроссе-Ашкоппе (640 м)
- Хунсрюк (636 м)
- Традделькопф (626 м) — самая высокая гора национального парка Келлервальд-Эдерзе
- Винтерберг — отрог Гроссе-Ашкоппе
- Ауэнберг (611 м)
- Кляйне-Ашкоппе (607 м)— Гроссе-Ашкоппе
- Ахорнкопф (604 м) — отрог Традделькопф
- Дикер-Копф (604 м)
- Еуст (585 м)
- Тальганг (566 м)
- Квернст (около 545 м) — с руинами «Квернстской кирхи» (на высоте 535 м), «Квернстской часовней» и смотровой вышкой
- Эрмерод/Петерскопф (около 540 м / 507 м)
- Хомберг (518 м)- со смотровой вышкой
- Хундскопф(471 м)
- Шлосберг — с замком Вальдек

## Водоемы

### Реки

#### Речная система Везера
- Эдер (приток Фульды протекающий через Эдерзе и Аффолденерзе; впадающие реки и ручьи несут свои воды через Эдер и Фульду в Везер)
  - Ленгельбах
  - Лорфебах
    - Притоки Лорфебаха: Айсбах

  - Хундсбах
  - Азельбах
    - Притоки Азельбаха: Альтбах

  - Беренбах
  - Банфебах
    - Притоки Банфебаха: Кесбах

  - Мелльбах
  - Ребах
  - Вербе
  - Нетце
  - Везебах
  - Вильде
    - притоки Вильде: Зилльбах, Борнебах, Зондербах, Большой Бруннебах, Ландвер

  - Швальм
    - притоки Швальма: Гильза, Урф, Вельцебах
      - притоки Урфа: Хербах, Аппенбах, Кольбах
      - притоки Гильзы: Норде, Коппах, Трайсбах, и Михельбах

#### Речная система Рейна
- Вора (приток реки Ом; впадающие реки и ручьи через Вору, Ом и Лан несут свои воды в Рейн)
  - ручей Гелингер, впадает северо-восточнее монастыря Хайна
  - Швайнфе, впадает в городе Гемюнден

### Водохранилища
- Эдерзе (на северном краю парка, на реке Эдер)
- Аффолденер-Зе (на северо-восточном краю парка, на реке Эдер)

## Интернет-ссылки
- Naturpark Kellerwald-Edersee, официальный сайт парка
- Ferienregion Edersee, официальный сайт Edersee Touristic GmbH